# Jantyik Csaba
Jantyik Csaba (Békés, 1964. július 30. – 2024. május 16.) magyar színész, rendező.

## Pályafutása
A Színház- és Filmművészeti Főiskolán Horvai István osztályába járt. Miután lediplomázott, 1987-től 14 évig a debreceni Csokonai Színház művésze lett, több főszerepet is eljátszott. Vígjátéki figurákat és operettek bonvivánszerepeit formálta meg, majd karakterszerepekben is remekelt.
Színészi tevékenysége mellett képzőművészként is dolgozott, 1991-ben elnyerte a Kortárs Galéria Kortárs Művészeti Díját.
2001-től haláláig a Budapesti Operettszínház tagja, első szerepe Kostal-Rodgers A muzsika hangja c. darabjában Trapp kapitány volt. Rendezéssel, zeneszerzéssel is foglalkozott.

## Színházi szerepei

### Madách Színház
- Sütő András: Egy lócsiszár virágvasárnapja.... Günther báró

### Ódry Színpad
- Fjodor Mihajlovics Dosztojevszkij: A Karamazov testvérek.... Fjodor Karamazov
- Anton Pavlovics Csehov: Ványa bácsi.... Tyelegin
- Pierre-Augustin Caron de Beaumarchais: A sevillai borbély avagy a hiábavaló elővigyázat.... Bartolo
- Jaroslav Hašek: Svejk, egy derék katona kalandjai a hátországban.... Palivecz

### Csokonai Színház,Debrecen
- Barrie Stavis: A szivárványszínű köntös.... Lévi
- William Shakespeare: A makrancos hölgy.... Hortensio
- Friedrich Dürrenmatt: A milliomosnő látogatása.... Koby
- Presser Gábor - Sztevanovity Dusán - Horváth Péter: A padlás.... Rádiós
- Jevgenyij Lvovics Svarc: Hókirálynő.... Mesemondó, szakállas
- Huszka Jenő: Lili bárónő.... Illésházy László
- Dale Wasserman - Mitch Leigh: La Mancha lovagja.... Herceg
- Kinosita Dzsundzsi: Hétalvó.... Hétalvó
- Brandon Thomas: Charley nénje.... Frank Babberly
- Lope de Vega: A kertész kutyája.... Ricardo
- Móricz Zsigmond - Kocsák Tibor - Miklós Tibor: Légy jó mindhalálig.... Török János
- Molnár Ferenc: Liliom.... Ficsur
- Molière: Nők iskolája.... Horace
- Kocsák Tibor: A Kid, 1992, Csokonai Színház.... Seriff
- Dale Wasserman: Kakukkfészek.... Billy Bibbit
- Darvas Ferenc: Ibusár.... Bajkhállóy Richárd
- Claude Magnier: Oscar.... Christian Marton
- Várkonyi Mátyás-Miklós Tibor: Sztárcsinálók.... Néró
- Terajama Súdzsi Kurita: A félnótás legény.... Jataro
- Murray Schisgal: Szerelem, óh!.... Milt
- Harold Pinter: Hazatérés.... Teddy
- John Kander - Fred Ebb: Chicago.... Billy Flynn
- William Shakespeare: Sok hűhó semmiért.... Don Juan
- Kálmán Imre: A montmartre-i ibolya.... Raoul
- Balassi Bálint: Szép magyar komédia.... Credulus
- John Steinbeck: Egerek és emberek.... Lennie
- Jaroslav Hašek: Svejk.... Lukás főhadnagy
- Witold Gombrowicz: Operett.... Charme gróf
- William Shakespeare: Pericles.... Cleon
- Dés László: A dzsungel könyve.... Akela
- Nyikolaj Vasziljevics Gogol: A revizor.... Luka Lukics Hlopov
- Szép Ernő: Lila akác.... Bizonyos nagyságos úr
- Eduardo De Filippo: Szombat, vasárnap, hétfő.... Don Luigi
- Jacobi Viktor: Sybill.... Petrov
- Darvasi László: Bolond Helga.... Richter
- Alfred Jarry: Übü király.... Übü papa
- Alexandre Dumas: A három testőr, avagy az élők mindig gyanúsak.... Porthos
- Friedrich Schiller: Stuart Mária.... Leicester grófja
- William Shakespeare: Hamlet.... Claudius
- Ábrahám Pál: Bál a Savoyban.... Hanry de Faublas
- Móricz Zsigmond: Rokonok.... Dr. Kopjás István
- Graham Chapman - John Cleese: Gyalog galopp.... Arthur
- Johann Strauss: A denevér.... Falke
- Cole Porter: Csókolj meg, Katám!.... Fred Graham

### Budapesti Operettszínház
- Richard Rodgers: A muzsika hangja.... Georg von Trapp
- Jule Styne: Funny Girl.... Tom Keeney
- Lévay Szilveszter: Elisabeth.... Rauscher bíboros
- Vajda Gergely: A Gólem.... A bölcs, II. Rudolf
- Leonard Bernstein: West Side Story.... Schrank
- Cole Porter: Kánkán.... Forrestier bíró
- Kálmán Imre: Csárdáskirálynő.... Leopold Mária
- Cy Coleman(wd): Sweet Charity - Szívem csücske.... Herman
- Huszka Jenő: Mária főhadnagy.... Kossuth Lajos
- Zerkovitz Béla: Csókos asszony.... Salvatore
- Jávori Ferenc Fegya: Menyasszonytánc.... Rabbi
- Frank Wildhorn: Rudolf.... Ferenc József császár
- Ludovic Halévy: Párizsi élet.... Gondremark báró
- Lehár Ferenc: A víg özvegy.... Kromov
- Kocsák Tibor - Somogyi Szilárd - Miklós Tibor: Abigél.... Torma Gedeon
- Szakcsi Lakatos Béla - Müller Péter Sziámi - Kerényi Miklós Gábor: Szentivánéji álom.... Theseus
- Kálmán Imre: A bajadér.... A színház igazgatója
- Lévay Szilveszter - Michael Kunze - Müller Péter Sziámi: Rebeca - A Manderley-ház asszonya.... Julyan ezredes
- Lehár Ferenc - Gábor Andor: Cigányszerelem.... Dragoján Péter (erdélyi földbirtokos)
- Ifj. Johann Strauss: Egy éj Velencében - avagy a Golyók háborúja.... Barbaruccio (velencei szenátor)
- Bertolt Brecht: Kaukázusi krétakör.... Hájas herceg
- Ábrahám Pál: Viktória.... John Cunlight (amerikai nagykövet)
- Kálmán Imre: A cirkuszhercegnő.... Vesnyev
- Lehár Ferenc: A mosoly országa.... Lichtenfelds gróf (táborszernagy)
- Eisemann Mihály: Én és a kisöcsém.... Kelemen Félix
- Lévay Szilveszter - Michael Kunze - Lőrinczy Attila - Müller Péter Sziámi: Marie Antoinette.... Louis Edouard de Rohan-Guémémé
- Lehár Ferenc: A víg özvegy.... Bogdanovics
- Kacsóh Pongrác: János vitéz.... A francia király

### Soproni Petőfi Színház
- Huszka Jenő: Lili bárónő.... Malomszegi báró

### Spirit Színház
- Alan Alexander Milne – Torres Dániel: Micimackó.... Micimackó
- Friedrich Dürrenmatt: A fizikusok.... Ernst Heinrich Ernest, más néven Einstein, páciens
- Jerome Bixby – Richard Schenkman: Az őslakó (The Man from Earth).... Dan, antropológiaprofesszor
- Örkény István: Tóték.... Tót
- Székely Csaba: Öröm és boldogság.... Béla
- Sütő András: Advent a Hargitán.... Zetelaki Dániel
- Varsányi Anna: Ünnep.... István – 60 éves, József Attila-díjas író
- Pozsgai Zsolt: Gina és Fidel.... Fidel
- John Steinbeck: Édentől keletre.... Samuel Hamilton / Will Hamilton
- Craig Lucas: Chatszoba.... szereplő
- Csehov szemüvegén keresztül (párkapcsolati játék) – költözz egy estére hozzánk.... szereplő
- Friedrich Dürrenmatt: Az öreg hölgy látogatása.... Ill

### Ivancsics Ilona és Színtársai
- Isabelle Le Nouvel: Skót mámor.... Alex

## Filmek, tv
- 69 (magyar kísérleti film, 1987)
- Musical slágerek (A Budapesti Operettszínház művészeinek műsora – színházi előadás tv-felvétele)
- Tűzvonalban (sorozat) Női könnyek című rész (2008)
- 1 töltény (2009)
- Kossuthkifli (sorozat) Rabmadarak című rész (2015)
- Oltári történetek (sorozat) (2022)

## Fontosabb rendezései
- Galambos Attila: Play Krúdy! (Spirit Színház)
- Agnieszka Osiecka: Ő meg Ő (Spirit Színház)
- Agnieszka Osiecka: Ő meg Ő meg Csenus doki (Spirit Színház)
- Marvin Hamlisch – Neil Simon: A mi dalunk szól (Spirit Színház)
- A. A. Milne – Torres Dániel: Micimackó (Spirit Színház)
- Peter Shaffer: Ki fut a nő után (Spirit Színház)
- Craig Lucas: Chatszoba – ahol a vágyak életre kelnek (Spirit Színház)
- Fedina Lídia – Torres Dániel: Egérfogók (Spirit Színház)
- Vadon nő (Malek Andrea műsora) (Spirit Színház)
- Stephan Schwartz – David Green – John Michael Tebelak: Godspell (Spirit Színház)
- William Somerset Maugham: Csodálatos vagy, Júlia! (Spirit Színház)
- Nyár esti operett kavalkád (Szegedi Pinceszínház)
- Leánynéző / Leánykérés (Thália Színház)
- Eric-Emmanuel Schmitt: Hotel Tranzit (Budapesti Kamaraszínház – Shure Stúdió)
- John Kander – Fred Ebb – Joseph Stein: Zorba, a görög (Spirit Színház)
- John Steinbeck: Egerek és emberek (Spirit Színház)
- Christopher Hampton: Veszedelmes viszonyok (Spirit Színház)
- Neil Simon: A londoni lakosztály (Spirit Színház)
- Craig Lucas: Chatszoba (Spirit Színház)